# Stirnreflektor

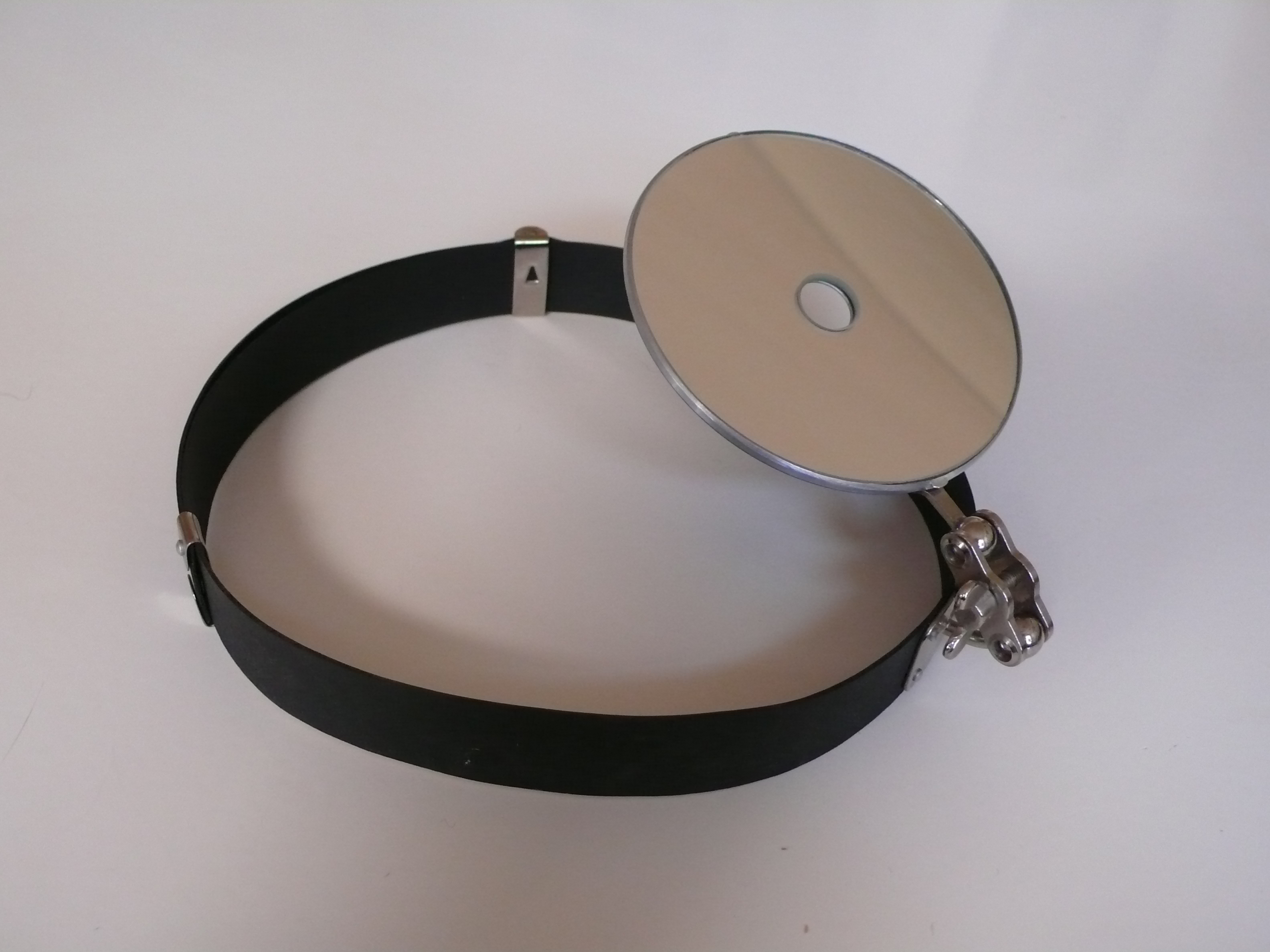
Stirnspiegel: wird beispielsweise zur Untersuchung des Kehlkopfs eingesetzt

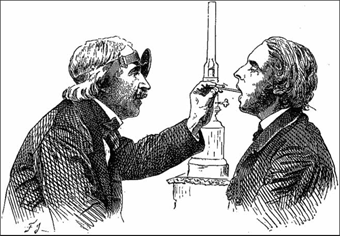
Einsatz eines Stirnspiegels mit offener Flamme als Lichtquelle zur Kehlkopfspiegelung (Petroleumlampe) (1884)

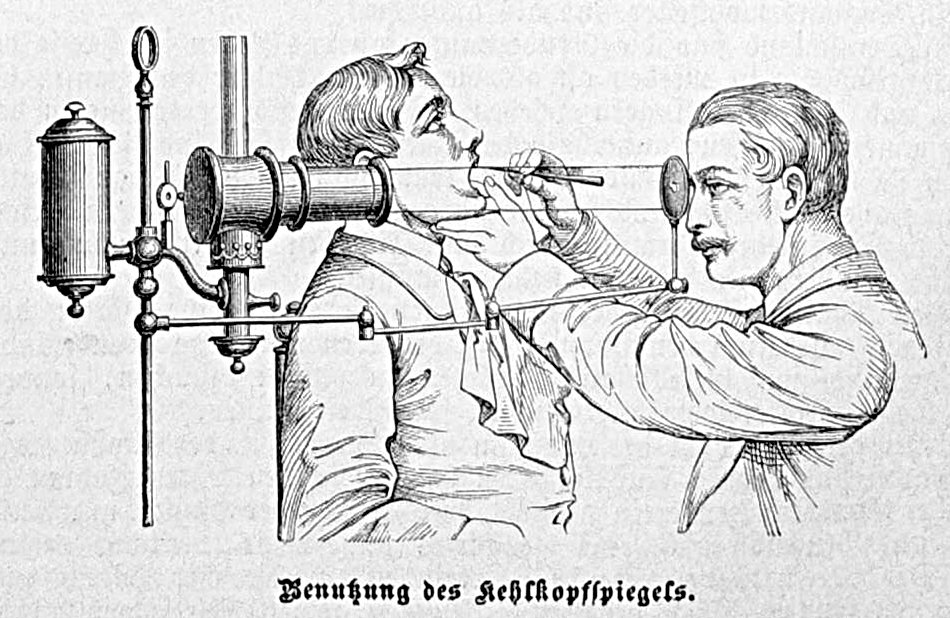
Untersuchung des Kehlkopfs: Stativ mit Reuterlampe und ausrichtbarem, leicht sammelndem Lochspiegel mit Sehloch. Mit dem abgewinkelten Kehlkopfspiegel am Handgriff wird die Beleuchtung und Sicht hinunter in den Rachen gelenkt (1887)

Ein Stirnreflektor oder Stirnspiegel, genannt auch Augenspiegel, ist ein auf ein Stirnband montierter Hohlspiegel mit einem Loch in der Mitte des Spiegels zur Ausleuchtung von Körperöffnungen oder für die Augenspiegelung. Der Arzt richtet den Stirnspiegel bei der Untersuchung so aus, dass das zu untersuchende Organ durch (sammelnde) Spiegelung einer externen Lichtquelle gut beleuchtet wird. Zugleich kann er durch das Loch in der Mitte des Spiegels mit einem Auge hindurchsehen und die beleuchtete Stelle untersuchen. Der gelochte Spiegel erlaubt die Beleuchtung aus geringen Winkeln rundum der Sichtlinie des Auges des Arztes. Ein Ohrtrichter kann dabei Haare aus dem Beleuchtungs- und Sichtkanal drücken und Beleuchtung und ungestörte Sicht verbessern.

## Verwendung
Der kopfgehalterte Stirnspiegel (es gab auch frühe Typen, die mit den Zähnen gehalten wurden) lässt dem Arzt beide Hände frei, etwa um den Kopf des Patienten zu halten und typisch am Ohr zu ziehen, oder mit Werkzeug, wie Stäbchen und Pinzette, im Ohr zu operieren. Der Stirnspiegel benötigt nur wenig Raum zwischen Arzt und Patient, allerdings auch eine idealerweise schräg von oben leuchtende gebündelte Lichtquelle, die auf den Spiegel, also das Gesicht des Arztes gerichtet sein muss, oder eine beim Fenster hereinscheinende Sonne. Während das Auge des Arztes in das Ohr gerichtet ist, wird der Stirnspiegel mit der Hand ausgerichtet, um ins Ohr zu leuchten und mit dem Kopf etwas nachgeführt.
Verwendet der Arzt sein rechtes Auge zum Beobachten, sollte die Lichtquelle aus seiner Sicht hinter und rechts oberhalb des Kopfs des Patienten liegen, damit der Spiegel nahe am Gesicht bleibt und sein nichtbenütztes Auge im Schatten des Spiegels liegt.
Der Arzt darf bei der Verwendung des Stirnspiegels seinen Kopf nur geringfügig um Hoch- oder Querachse drehen, da er damit die Beleuchtungsrichtung justiert. Um die Achse in der Winkelhalbierenden zwischen dem am Spiegel ein- und ausfallenden Lichtstrahlen, also der Rotationssymmetrieachse des Spiegels, hat der Arzt eine gewisse Bewegungsfreiheit, um den Hals nicht zu verkrampfen.
Die Ausrichtung des Spiegels am steifen Stirnband wird über eine einfach zu öffnende Klemmung fixiert. Es gibt Modelle, bei denen der justierte Spiegel um eine Querachse 180° nach oben geklappt werden kann, um dem Arzt ohne Abnehmen des Bands wieder freie Sicht und Gesichtskontakt mit dem Patienten zu erlauben.

## Geschichte
Der französische Arzt Pierre Borel, Mitglied der Pariser Académie des sciences, setzte im 17. Jahrhundert den Hohlspiegel als Untersuchungsinstrument ein. Zum Zweck der medizinischen Untersuchung und besseren Ausleuchtung von Körperöffnungen und des Augenhintergrundes konstruierte er einen Hohlspiegel zur Reflexion und Fokussierung des Lichtes auf das zu untersuchende Objekt. Einen perforierten Hohlspiegel zur Beleuchtung bei der Ohr-Endoskopie erfand 1845 der Landarzt Friedrich Hofmann (1806–1886). Friedrich Semeleder (1832–1901) und Carl Stellwag ließen den Hohlspiegel am Nasensteg eines Brillengestells befestigen, zusammen mit einem Gelenk zum  Wechsel der Position vor dem einen oder anderen Auge.
Leicht modifiziert werden Hohlspiegel noch heute als Stirnspiegel oder -reflektoren in der medizinischen Diagnostik eingesetzt, teils aber auch durch Geräte wie das Otoskop ersetzt.

## Rezeption
Neben dem weißen Kittel und dem Stethoskop gilt der Stirnspiegel als grafisch leicht erkennbares Symbol für den (untersuchenden) Arzt, das auch in Comics häufig dargestellt wird.

## Ähnliches
Ein (planer) Sonnenspiegel, mit denen etwa in den Bergen mittels reflektiertem Sonnenlicht Blinkzeichen zu Personen geschickt werden können, hat typisch ein kleines Sehloch, damit der hindurchsehende Sender einerseits den reflektierten Lichtstrahl verfolgen und diesen über Blinkziele streichen lassen kann und sein Auge zugleich zuverlässig vom Sonnenlicht abschatten kann.
In der Fotografie erlaubt ein Ringblitzgerät, mit einer Lichtaustrittsfläche rund um das Objektiv, eine möglichst schattenfreie Ausleuchtung insbesondere in der Makrofotografie.
Zahnärzte verwenden heute mitunter eine zwischen den Augen auf einem Brillengestell sitzende Stirnlampe zum Beleuchten eines Zahns. Ein Mundspiegel mit langem Handgriff erlaubt den Blick auf die Rückseite eines Zahns und lenkt auch Licht von der Stirnleuchte dorthin um.
Heliostaten lenkten das Licht der Sonne für optische Untersuchungen in frühe Physiklabore.